# Aggaeus van Albada
Aggaeus van Albada (ca. 1525-1587), was een Fries jurist, diplomaat, en (theologisch) spiritualist.

## Leven en werk
Albada, ook wel Agge van Albada genoemd, werkte als assessor in het Rijkskamergerecht in Spiers. Hij was aanhanger van Caspar von Schwenckfeld een groot pleitbezorger van religieuze verdraagzaamheid. In 1569 ontmoette Albada in Keulen de (religieus-)humanist Dirck Volkertsz. Coornhert, en zij raakten bevriend. Albada bracht Coornhert in contact met Schwenckfeld. In 1579 vonden in Keulen vredesonderhandelingen plaats. Namens de Staten-Generaal maakte Albada deel uit van de onderhandelingsdelegatie. Hij stelde het verslag ("Acten") van de vredesonderhandeling op. Deze Acten werden door de Staten-Generaal  in het Nederlands en Latijn uitgegeven en moesten als bewijs van goede wil dienen voordat de Staten-Generaal zich onafhankelijk konden verklaren (1580). In de Acten verdedigde Albada de politiek van religieuze verdraagzaamheid en citeerde hij veelvuldig uit werken van Sebastián Castellio. Op zijn beurt citeerde Coornhert weer volop uit Albada's Acten, met name in zijn Proces van't Ketterdoden (1590).